# Regiunea Jîtomîr
Jîtomîr (în ucraineană Житомирська область, transliterat: Jîtomîrska oblast) este o regiune din Ucraina. Capitala sa este orașul Jîtomîr.

## Demografie
Componența lingvistică a regiunii Jîtomîr
     Ucraineană (93,02%)
     Rusă (6,57%)
     Alte limbi (0,2%)
Conform recensământului din 2001, majoritatea populației regiunii Jîtomîr era vorbitoare de ucraineană (93,02%), existând în minoritate și vorbitori de rusă (6,57%).